# 北京大學物理學院

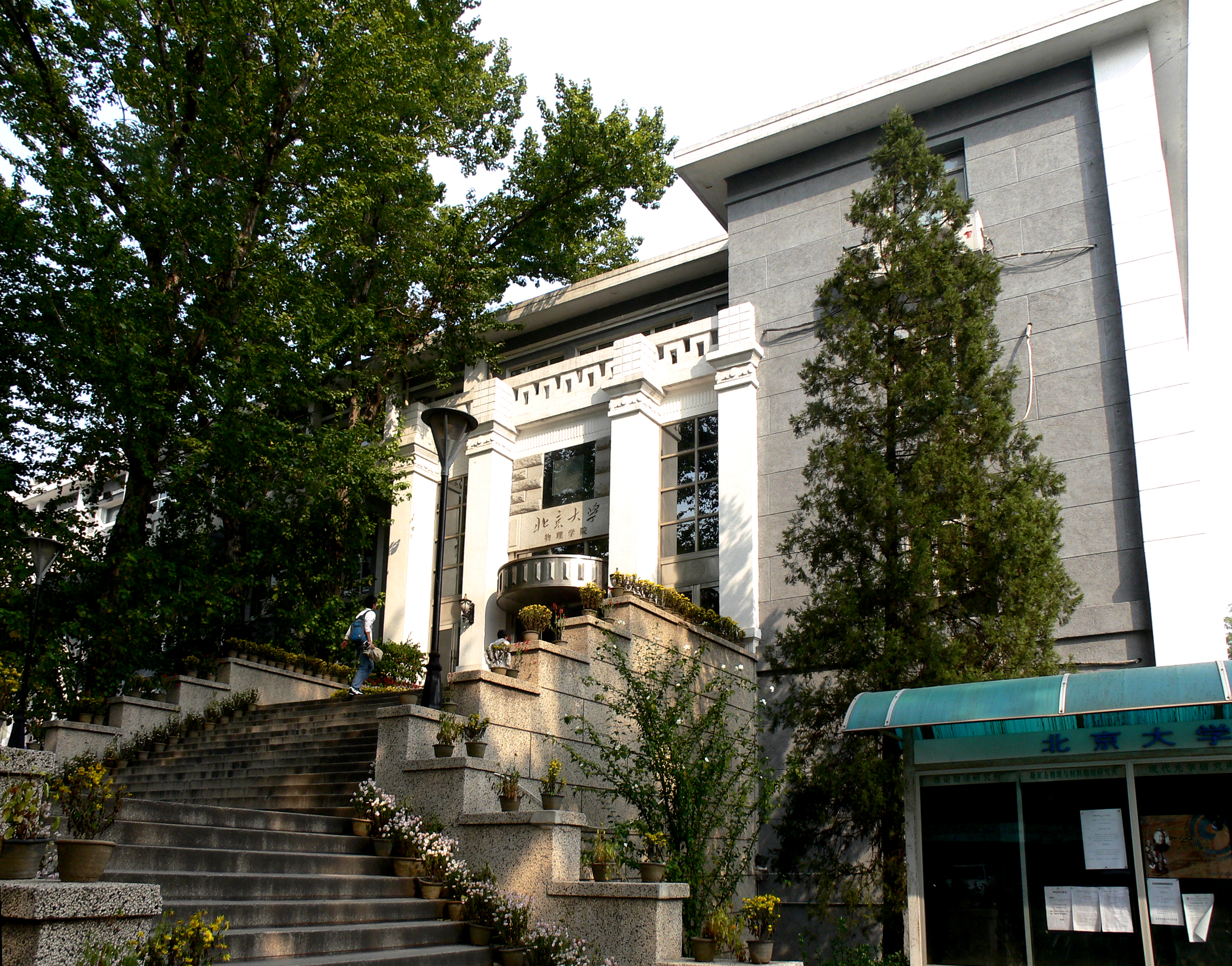
北京大学物理学院

北京大學物理學院是北京大學的一個學院，在北京大學內通常簡稱為“物院”。現任院長為高原宁教授。

## 歷史
- 1902年，京师大学堂设数学物理部，这是中国数理学科高等教育的开端。
- 1913年，北京大学设物理门（后改名为物理系），这是中国最早的物理学本科专业。
- 抗战时期，由北京大學、清華大學、南開大學三校在昆明成立的西南联合大学的物理系里培养了李政道、杨振宁、朱光亚、邓稼先等一大批杰出的科学家。[2]
- 1952年，全国范围院系调整后，原北大、清华、燕京大學三校物理精英合并成新的北京大学物理系，聚集了饶毓泰、周培源、叶企孙、王竹溪、胡宁、黄昆、褚圣麟、虞福春、杨立铭、李宪之、谢义炳等一大批中国物理界的领军人物，北京大学物理系成为中国高校中实力最强的物理重镇。
- 1955年，设中国高校第一个核科学专业--物理教研室，后更名为原子能系和技术物理系。
- 1956年，与复旦大学、南京大学、厦门大学、吉林大学联合在北大创办了中国第一个半导体物理专业。
- 1956年，建立中国第一个地球物理专业。
- 1959年，从北京大学物理系分出了地球物理系和无线电系。
- 20世纪70年代，物理系半导体物理专业部分人员与其他系教师共同新建了中国第一个计算机系微电子专业。
- 2001年5月，北京大學在原物理系、技术物理系核物理专业、重离子物理研究所、地球物理系的大气物理与气象专业、天文系的基础上，成立了物理学院。[3]

90多年来，北京大学物理学科产生了110多位在北京大学物理学科工作学习过的中国科学院院士，12位中国工程院院士。在中華人民共和国11位两弹元勋中，北京大学物理系系友就有7位。

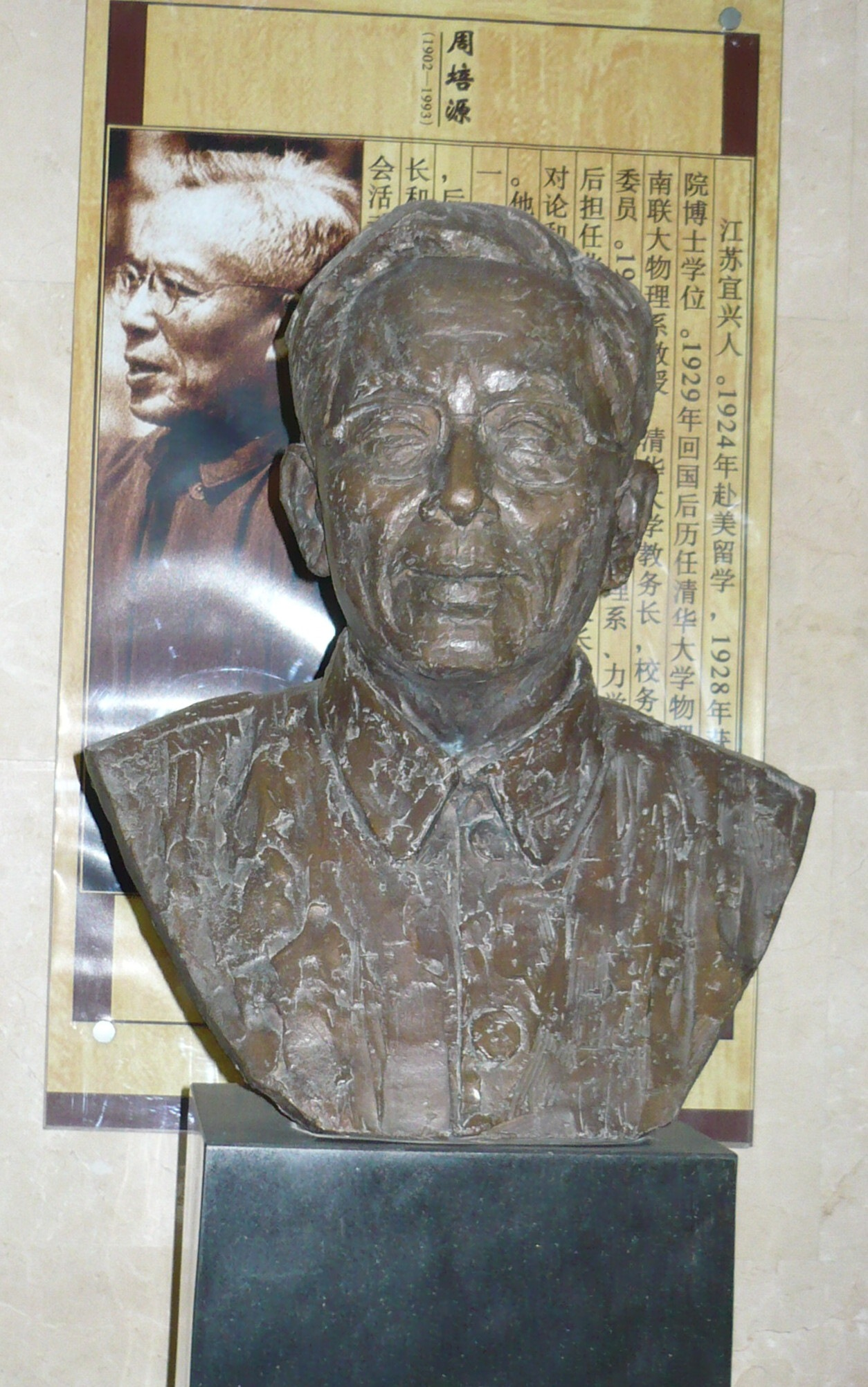
北京大学物理學院周培源铜像
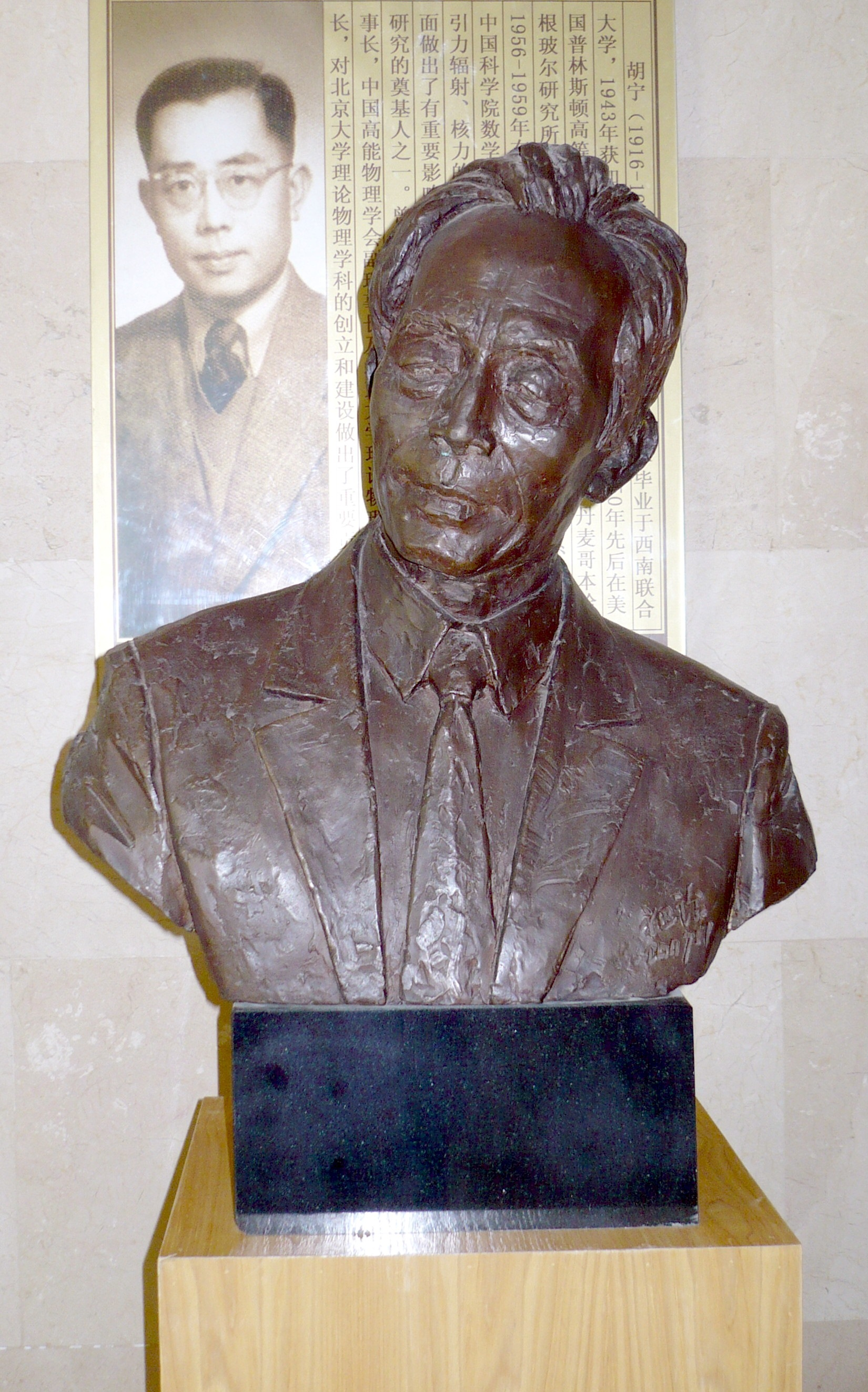
北京大学物理學院胡宁铜像
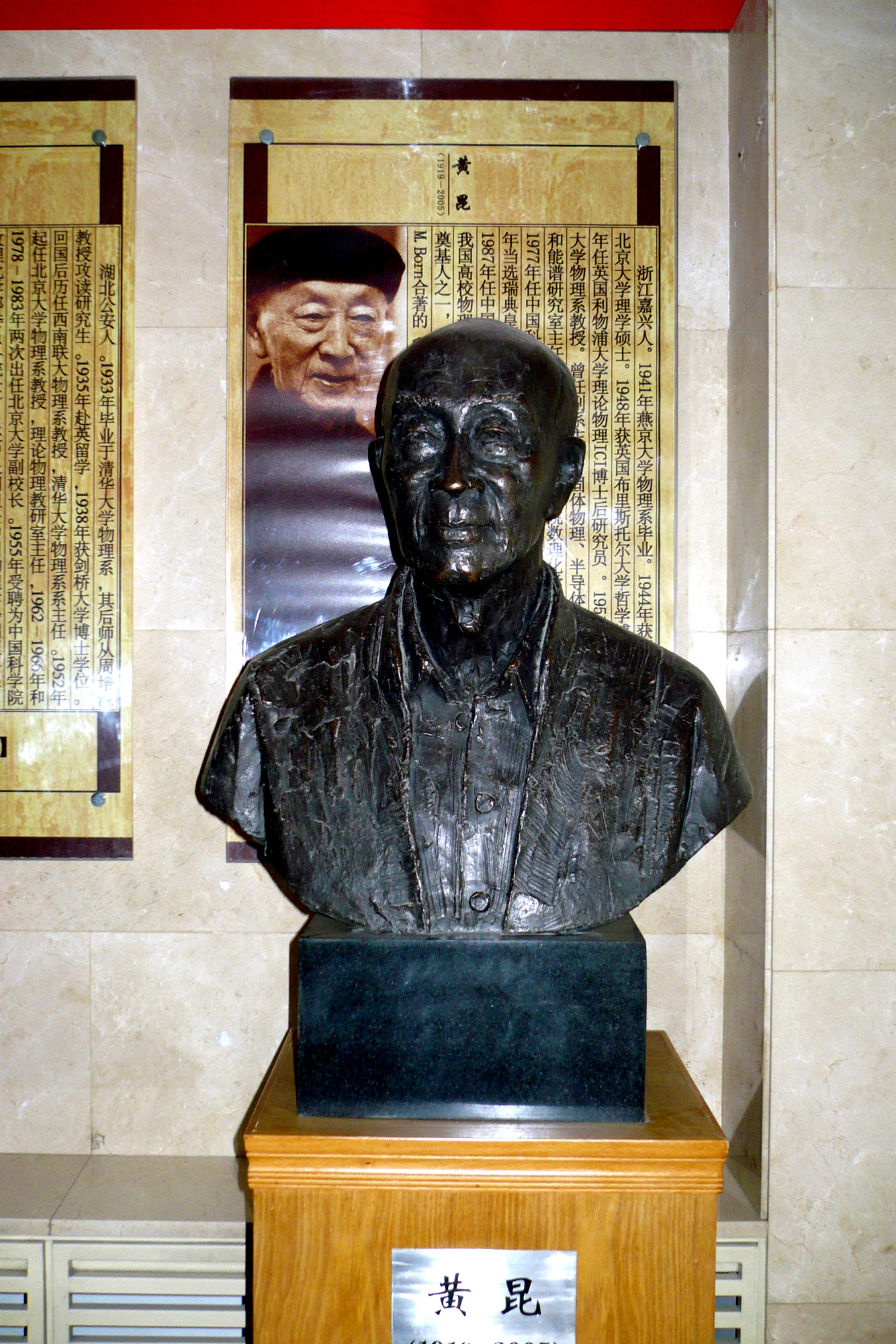
北京大學物理學院黄昆铜像

## 專業設置
北京大學物理學院分為物理學、天文學和大氣科學三個專業，設有技術物理學系、天文學系、大氣與海洋科學系、理論物理研究所、凝聚態物理與材料物理研究所、現代光學研究所、重離子物理研究所共7個系所。
- 物理學專業

物理学专业现有中科院院士8名，长江学者特聘教授5名，国家杰出青年基金获得者6名；教授72名，博士生导师33名，副教授58名；拥有一个国家重点实验室及一个教育部重点实验室；設有理論物理、凝聚態物理、光學、粒子物理與核物理、核技术及应用共五个二级学科，包括物理学的众多研究方向；具有物理学一级学科博士学位授予权，设有两个博士后流动站。
- 天文學專業

天文學專業现有教授七人（其中院士二人、长江特聘教授一人、博士生导师七人）、副教授四人。
- 大氣科學專業

大氣科學專業有14位现职教授和1位兼职教授，其中院士2位。中青年副教授8位。

## 院圖書館
北京大學物理學院圖書館藏有圖書85747冊（包括西文圖書42636冊），期刊88254冊（包括西文期刊66129冊）。

## 中科院院士
北京大學物理學院共有中科院院士十余位：
陈佳洱（数理学部-核物理）
甘子钊（数理学部-凝聚态物理）	
欧阳颀（数理学部-凝聚态物理）	
王恩哥（数理学部-凝聚态物理）	
谢心澄（数理学部-凝聚态物理）	
杨应昌（数理学部-凝聚态物理）
徐至展（数理学部-光学）
赵光达（数理学部-理论物理)
陈建生（数理学部-天文学）
俞大鹏（技术科学部-凝聚态物理）
秦国刚（信息技术科学部-凝聚态物理）
龚旗煌（信息技术科学部-光学）
赵柏林（地学部-大气物理）

## 历任系主任、院长
北京大学理科学长
- 夏元瑮（1912－1919）

北京大学物理系主任
- 何育杰（1918－1920）
- 张大椿（1920－1921）
- 颜任光（1921－1924）
- 丁燮林（1924－1926）
- 李书华（1926－1929）
- 夏元瑮（1929－1931）
- 王守竞（1931－1933）
- 饶毓泰（1933－1952）
- 褚圣麟（1952－1966）
- 文化大革命期间不设系主任，设系革命委员会，1979年1月恢复设系主任
- 褚圣麟（1979－1982）
- 虞福春（1982－1983）
- 赵凯华（1983－1991）
- 甘子钊（1991－2001）

北京大学物理学院院长
- 叶沿林（2001－2009）
- 王恩哥（2009－2011）
- 谢心澄（2011－2018）
- 高原宁（2018-）

## 外部連結
- 北京大學物理學院（页面存档备份，存于）